# 진 소자후
진 소자후(晉小子侯, 기원전 716년 ~ 기원전 705년, 재위 : 기원전 708년 ~ 기원전 705년)는 중국 춘추 시대 진나라의 제16대 임금이다. 8살에 즉위하였고, 이름은 미상이다. 소자(小子)는 이름도 시호도 아니고, 본디 천자가 상중에 쓰는 이름이며, 이때 죽어도 그리 부르는데, 여기에서 따다 붙인 것이다.

## 생애
아버지 진 애후가 곡옥 무공에게 패하여 체포되자, 진나라 사람들은 그의 아들인 소자후를 옹립했다. 소자후 원년(기원전 708년), 곡옥 무공이 한만(韓萬, 곡옥 무공의 숙부)을 시켜 애후를 죽였다. 이제 곡옥은 날로 강성해졌고, 진나라는 곡옥을 어찌할 수 없었다.
소자후 4년(기원전 705년), 소자후가 평화협상을 하려고 생각하자 곡옥 무공도 이에 동의하여 협상을 위해 만나기로 했다. 그러나 오히려 소자후는 곡옥 무공의 꾐에 넘어가 도착하자마자 죽임을 당했다.
주 환왕은 정의를 바로 잡기 위해 괵중(虢仲)을 보내 곡옥을 쳤고, 이에 곡옥 무공은 다시 곡옥으로 물러간다. 괵중은 왕명을 받들어 소자후의 숙부이며 애후의 아우 민(緡)을 세웠다.